# Замойский, Томаш Юзеф
Томаш Юзеф Замойский (ок. 1678 — 26 декабря 1725) — государственный деятель Речи Посполитой, польский магнат, 5-й ординат Замойский (1689—1725), полковник королевский, староста плоскировский и гродецкий.

## Биография
Представитель польского магнатского рода Замойских герба «Елита». Старший сын воеводы брацлавского и любельского, подскарбия великого коронного Марцина Замойского (ок. 1637—1689), и Анны Франциски Гинской (ум. 1704). Братья — воевода смоленский Михаил Здислав, староста болимовский Ян Франтишек, староста плоскировский  и ростоцкий Мартин Леопольд.
В 1689 году после смерти своего отца Марцина Замойского Томаш Юзеф унаследовал Замойскую ординацию. Ему принадлежали староства плоскировское и гродецкое.
Был дважды женат. В 1703/1706 году первым браком женился на Терезе Потоцкой, дочери воеводы брацлавского Януша Потоцкого (ок. 1616—1676) и Терезы Цетнер, вдове воеводы поморского Яна Гнинского. Около 1718 года вторично женился на Антонине Загоровской (ум. 1747). В двух браках не имел потомства.